# Пантомима
Пантомима је назив за уметнички израз у којем глумац мисли и осећаје лика којег тумачи преноси само покретима тела и мимиком, а без употребе речи. 
Пантомима припада сценској уметности. Њено средство за изражавање је у првој линији људско тело - мимика, покрети, плес па и акробације али без говора. Граматика покрета у пантомими је узета највећим делом из свакодневног живота. Речи, реквизити и музика нису присутни. Циљ пантомиме није развијање снаге или савитљивости тела, него ставити тело под контролу свесности. То значи, да је пантомимичар способан да у сваком моменту пробуди своје покрете кроз свесност. 
У пантомими разликујемо три врсте покрета :
- уметност става или држања (кроз спољашњи, телесни став и покрете једног карактера, његове осећаје и унутрашњи став једне фигуре)
- знакови и покрети из свакодневног живота у њеној увеличаној форми (махање, поздрављање, итд)
- Илузиона техника (објашњење, спор човека са његовом околином која су приказана само чистим телесним средствима)

Пантомима је уметност тишине; поезија високог култивисаног покрета. Мимос или мим од грч. мимос-подражавање; првобитно је посебан начин представљања у античком позоришту. Пантомима (панто-све, мимос-подражавање) спомиње се још у старој Грчкој и Риму, а и у записима путописаца по Далеком истоку.

## Настанак и развој пантомиме у Европи
Нажалост, гледајући развој пантомиме кроз различите епохе, не може се наћи опис који се преносио и развијао са колена на колено, већ само неке фрагменте, који су настали под одређеним околностима говорног или музичког театра као један неми, телесно изражени театар.
Пантомима антике и данашња, модерна пантомима се разликују једна од друге. Прва форма пантомиме је настала у античко време. У Грчкој, глумци су играли митолошке тематике које су гледаоцима биле познате. Хор који се састојао од 30 до 40 особа је певао или коментарисао глумчеве намере на сцени. Арена је примала и до 20.000 посетилаца, и глумци су користили велике маске и стајали на високим штаповима како би били виђени са великог одстојања. Касније, у старом Риму настаје једна форма театра која у средиште пажње ставља немог солисту, пантомимичара. Пантомима је у старом Риму била јако популарна, а глумци веома цењени.
Почетак 17. века представља другу фазу у развоју уметности пантомиме. Настала је под сасвим другачијим околностима. Неким театрима, законом није било дозвољено да говоре, док су неки театри имали привилегије говора. Глумци који су играли у тишини, кроз покрете су тражили нове театралне путеве и на тај начин успевали да избегну закон привилегираних. Италијанска Комедија дел Арте која је са својим карактерима Арлекином, Колумбином, Капетаном, Панталонеом и са својим карактер маскама имала највећи утицај на театре широм Европе.
Почетком 18 века, у Паризу је наступао Жан Гаспард Дебиро у улози Пјероа у позоришту Фунамбулес. Његова фигура је меланхолични, вечно заљубљени Пјеро са дугим белим костимом, који у тишини подноси бол неузвраћене љубави, стајала је тада у контрасту са карактерима мелодраме које су тада биле у моди.
Уметност пантомиме је увек била повезана са говором или плесом. Први пут у историји, пантомима се одваја од говора и плеса, и постаје самостална уметност почетком 20. века али не у театру, него у експерименталном студију великог реформисте модерне пантомиме Етиена Декру. У Паризу, године 1923, Етиен Декроа (рођен 1898) је почео себе, а касније и друге да обучава покретима тела на сцени. Његов циљ није био реформација пантомиме, него да направи једну чисту уметност покрета - Мим Корпорел Драматик. Декроа анализира покрете људског тела под геометријским околностима. Тако настаје инклинација (наклон), транслација (померање) и ротација људског тела као основа за све предстојеће узорне технике пантомиме. Пантомима добија и своју педагогику и граматику геометријских покрета.
Његови ученици су славни Жан Луј Баро и Марсел Марсо. Марсел Марсо је касније Декруов систем разрадио и направио приступачним читавој театарској публици. Захваљујући деловању Марсоа на подручју пантомиме, успео је да ову уметност направи светски познатом.
Француска школа раздваја појам “ пантомиме” и “ миме.” 
- Пантомима живи у традицији старе пантомиме, тј. прича о свакодневном животу, његове комичне и трагичне ситуације и обраћа се директно публици. Бела маска од Пјероа је често преузета. Изражава се путем екстремитета и Мимике.
- Миме жели да људске конфликте и ситуације, осећања и емоције изрази кроз сцену без приче. Његова врста “говора” је симболична, у стилу Декруа-а, чак је и апстрактна и пушта своје тело да делује. Лице није нашминкано, или је прекривено тканином или неутралном маском.

Пантомима је присутна и у раним филмовима Чарлија Чаплина, Бастера Китона, Станлиа и Олиа и браће Marкс.

## Пантомимичари
- Марсел Марсо
- Етјен Декру
- Жан Луј Баро
- Семјуел Авитал
- Чарли Чаплин
- Станлио и Олио
- Оливер Харди
- Бастер Китон
- Адам Даријус

## Пантомимичари у Србији
- Марко Стојановић
- Ферид Карајица
- Ивица Клеменц
- Бојан Мијатовић
- Макс Јанковић